# Тренчинський договір

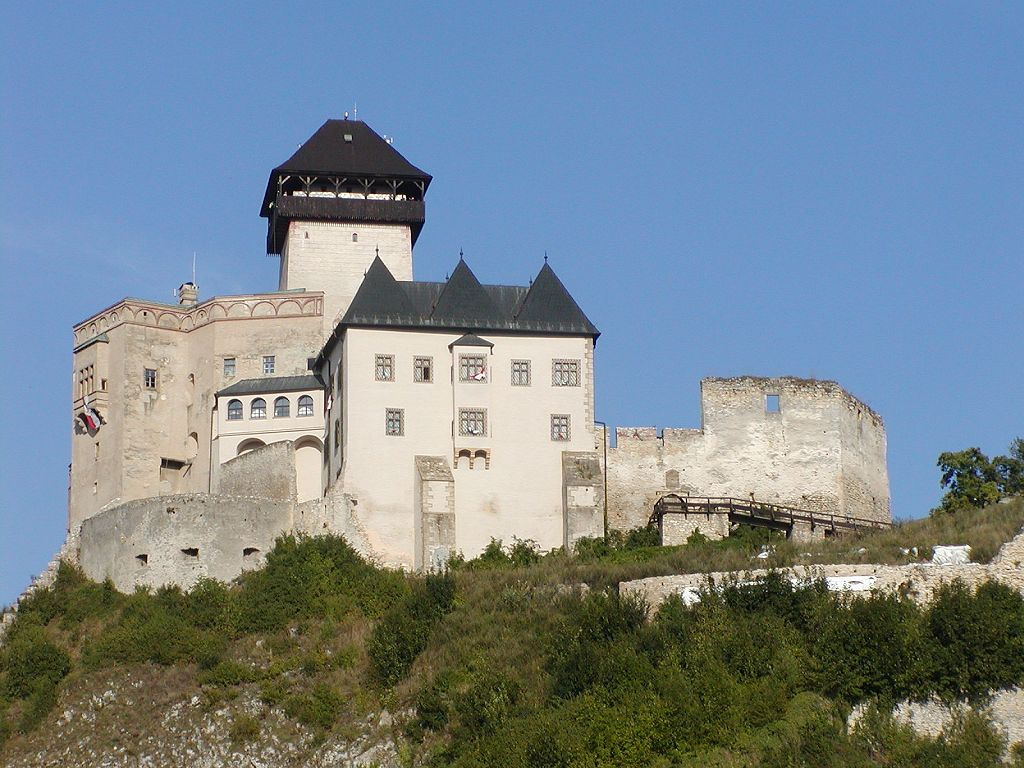
Тренчин

Тренчинський договір — договір укладений у 1335 році між Казимиром III Польським та Яном Люксембурзьким щодо розподілу польських земель.

## Передумови
На початку XIV ст. володарі Богемські мали плани щодо поглинання королівства Польського. Ставши у 1310 році королем Богемії Іоанн Люксембурзький волів залишатися в Німеччині або Франції, ніж перебувати у власному королівстві, він аж ніяк не бажав облишити успадковані ним від Пржемисловичів претензії, разом з претензією на корону Польщі.
Проте, хоч претензії Іоанна на польську корону і були підтверджені цісарем Людовіком IV, він упродовж багатьох років мало що зробив для їх реалізації. Це дало супротивнику Вацлава III Владиславу Локетеку більше часу для зміцнення свого становища в Польщі. Коли Локетек розпочав там свою діяльність, його спіткали численні труднощі. Хоч він був єдиним з Пястівських князів, хто міг спробувати наново об'єднати князівства в єдине політичне ціле, його радо зустріли спочатку лише в князівстві Сандомирському. І лише після смерті Вацлава II він спромігся здолати опозицію в Малопольщі та зайняти Краків у 1306 р. Але у Великопольщі становищем володів сілезький князь Генріх Ґлогувський. За таких обставин поразка Локетека була цілком імовірною, якби військо Вацлава III не розсіялося після його вбивства 8 серпня 1306 р. Це допомогло Локетеку захопити східну частину Померанії, звану німцями Померелією, якої жадали й Бранденбурзькі Асканії, що отримали на неї законне право від Вацлава III. Однак коли Бранденбурга під час нового вторгнення дійшли аж до Данцига, Локетек звернувся по допомогу до Тевтонського ордену. Останній зрадив князя і підступно окупував усю Померелію, дійшовши згоди з Бранденбургом. Це стало великим ударом для Локетека і всієї Польщі. Повстання деяких міст у Малопольщі в 1311 р. та ті клопоти, що їх Локетек мав з єпископом Краківським, показали, яким хистким було його становище. Але Іоанн Люксембурзький мав замало користі з цієї ситуації в 1312 р. Локетекова позиція стала безпечнішою, коли після смерті Генріха Ґлоґувського він зміг вигнати Генріхового сина з Великопольщі до Сілезії, заволодівши князівством у 1314 р. Богемський король знову втратив сприятливу нагоду втрутитися, хоч князі Ґлогувські й продовжували наполягати на своїх претензіях на польську корону. Як раніше за Вацлава II, польське вище духовенство було найвідданішим прихильником відновлення королівства Польського. Тепер воно віддало свої симпатії та допомогу Локетекові і клопоталося за визнання його претензій папою. Петрів гріш, данина, що її поляки сплачували папству, виявився найкращим засобом завоювати симпатії такого фінансиста, як Іоанн XXII. На з'їзді у Сулеюві в 1318 р. Локетек з єпископами погодилися прийняти вимогу папи щодо збільшення суми Петрового гроша від трьох грошів з господарства до гроша з душі. Папа одразу ж не тільки дав згоду на коронацію Локетека, що відбулася в Кракові у 1320 p., а й розпочав судовий процес проти Тевтонського ордену, за вироком якого Померелію мали повернути Польщі. Хоч орден подав апеляцію та уник виконання вироку, його престижу було завдано шкоди.
Король Богемії оскаржив у Авіньйоні рішення папи стосовно коронації Локетека. Але він зробив це так, що папа міг вважати справу вирішеною, оголосивши, що Локетекові починання не можуть порушити чиїхось прав. А втім, новий король Польщі все ж таки відчув опозицію своїй владі, особливо з боку мазовецьких і сілезьких князів. Останні, претендуючи на титул володаря Польщі, вважали себе суверенними правителями, і коли деякі з них висловилися проти згоди Локетека на збільшення суми Петрового гроша, вони цим дали зрозуміти, що вважають свої князівства поза межами польської корони.
Попри цю опозицію, авторитет Локетека продовжував зростати. Його найбільшим успіхом було укладення союзу між Польщею та Угорщиною, що був скріплений шлюбом овдовілого угорського короля Карла Роберта та Локетекової дочки Ельжбети (1320 p.). У 1325 р. Локетек досяг угоди з литовцями, які все ще були язичниками, і його син Казимир одружився з Анною (Альдоною), дочкою литовського князя Гедиміна.
У 1326 р. за допомогою литовців Локетек вторгнувся до Бранденбургу, що належав тоді малолітньому синові імператора Людовіка IV, проти якого Іоанн XXII збирав усі можливі сили. Проте звістки про руйнацію, вчинену паганами-литовцями у христиІоаннській землі, обернули громадську думку Європи проти Локетека. Тевтонський орден зблизився з молодим Віттельсбахом і домігся союзу з князем Вроцлавським.
Але для Локетека більшу загрозу становили дії Іоанна Люксембурзького. Поновлюючи свої претензії на королівство Польське, Іоанн розпочав наступ і дійшов аж до Кракова. Лише втручання Локетекового угорського союзника призупинило похід Іоанна. Але принаймні п'ять, якщо не всі вісім верхньосілезьких князів визнали Іоанна Богемського своїм сувереном. Ще важливішим був той факт, що Генріх IV, князь Вроцлавський, головним чином за ініціативою німецьких бюргерів міста, уклав з Іоанном угоду, в якій визнав його своїм наступником. Король особисто з'явився до Вроцлава в ролі його верховного суверена.
Війну проти Локетекових союзників-литовців орден вів, залучивши для Цього лицарів з Німеччини, все ще зачарованих ідеєю хрестових походів. Наприкінці 1328 р. до них приєднався король Богемії, який, можливо, сподівався в такий спосіб виконати свою обітницю щодо участі у хрестовому поході проти Гранади, останньої мусульманської твердині в Іспанії. Він вдерся на землі литовців з Торуні разом з військом ордену, і вони разом оволоділи важливою фортецею Медельваген. Напад Локетека на орден надав Іоаннові іншу сприятливу можливість поновити свої претензії на польські землі. Він уклав з Тевтонським орденом договір про дружбу, спрямований проти литовців і Локетека, «короля Краківського». Більше того, діючи як король Польщі, він віддав ордену Померелію, володіння якою все ще оспорювали орден і Локетек. Далі Іоанн просунувся у Добжинську округу, що була частиною Куявії, і примусив князя Плоцького в Мазовії стати його васалом. Перш ніж вирушити до Сілезії, Іоанн віддав ордену половину Доб-жинської землі та пообіцяв половину території, які він сподівався в майбутньому завоювага в Мазовії.
Лицарі ордену продовжували свій наступ у Куявії та Мазовії. Там вони захопили кілька важливих міст. Це було сумним наслідком нападу Локетека на землі ордену. Щоб запобігти ускладненням з Бранденбургом, які погіршили б його й без того складне становище, Локетек мусив укласти мир з тамтешнім правителем Віттельсбахом.
Воєнний успіх Іоанна в Польщі дався взнаки в Сілезії. Богемський король не тільки зміг припинити напади на князя Вроцлавського Генріха IV з боку інших сілезьких князів, незадоволених Генріховою угодою з Іоанном, а й примусив декого з дрібних князів визнати свій сюзеренітет. Князь Ґлогувський ще чинив опір, але після його смерті в 1331 р. навіть це князівство стало богемським леном. Більше того, та частина Верхньої Лужиці, що залишалася в руках Сілезького князя Яворського, після згасання Асканіїв підкорилася владі короля Богемії.
Локетек продовжував воювати проти ордену з перемінним успіхом у 1330—1331 pp. Проте позиції ордену були занадто сильними, і йому довелось облишити сподівання повернути Померелію Польщі. Він помер у 1333 p., не домігшись об'єднання всіх земель, якими володіла династія Пястів. Труднощі, які спіткали Локетека, свідчать, що йому було б ще важче, якби Іоанн Люксембурзький зосередився на східних завоюваннях. Відсутність в Іоанна справжньої зацікавленості своїм королівством, а також те, що він віддавав перевагу авантюрам на Заході, значно полегшили Локетекові завдання. Найбільша заслуга Локетека полягала в остаточному відродженні ідеї польської єдності під владою власного короля.

## Укладання договору

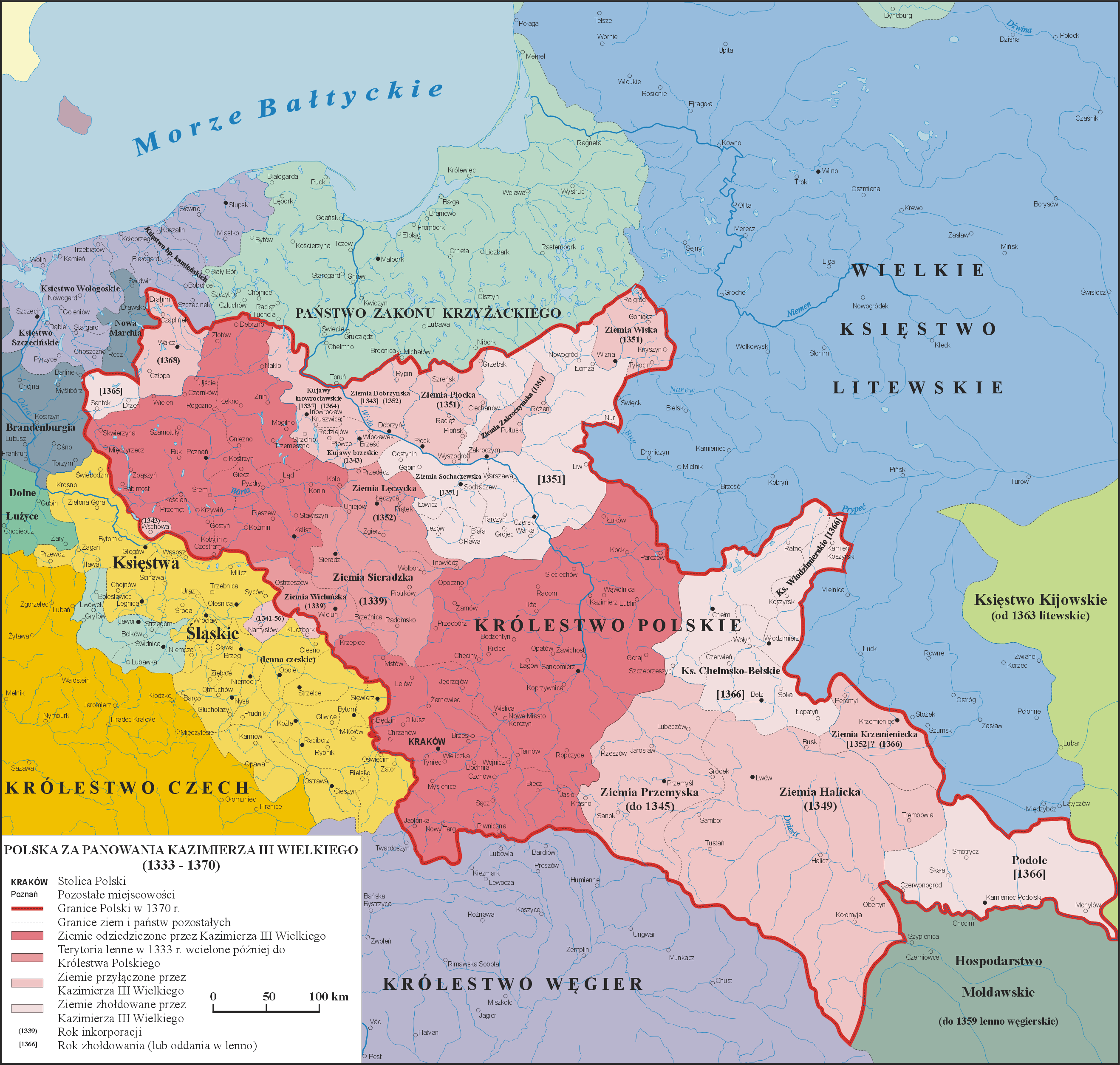
Володіння Казимира III П'яста та Іоанна Люксембурга за умовами Тренчинського договору

Син і наступник Локетека, Казимир Великий (1333—1370), усвідомлював неможливість продовження війни зі своїми двома могутніми сусідами, Тевтонським орденом і королем Богемії, тим більше що існувала й небезпека ускладнень з бранденбурзьким володарем Генріхом Віттельсбахом, якого підтримував його батько, імператор Людовік IV. Тому він удовольнився подовженням перемир'я з орденом і королем Іоанном і розпочав переговори про налагодження стосунків з Віттельсбахами. Такий поворот справ був, однак, небезпечним для Іоанна Богемського, тому його син Карл, маркграф Моравський, підготував ґрунт для нових зносин між чеським і польським королями.
За посередництвом угорського короля Карла Роберта, в Тренчині, що знаходився тоді на терені Угорщини, розпочалися переговори. На знак вдячності за Іоаннову готовність зректися будь-яких претензій на польську корону, Казимир погоджувався визнати ситуацію, що склалася в Сілезії, де більшість князів були за суверенітет чеського короля. Це стало важливим дипломатичним успіхом для Казимира, оскільки Іоанн розірвав свій союз з орденом і пообіцяв виступити разом з угорським королем у ролі третейського судді в конфлікті між орденом і Польщею.
Результати переговорів були урочисто оголошені в листопаді 1335 р. у Вишеграді, резиденції Карла Роберта, де зустрілися три королі. Іоанн остаточно зрікся титулу короля Польщі за сплату Казимиром значної грошової суми. Після цього два арбітри вирішили, що орден має отримати Померелію як польську «пожертву», але віддати Куявію та Добжинь Казимирові.
Казимир, хоч і свідомий того, що за таких обставин він навряд чи домігся б кращого рішення, не наважувався підписати угоду про передачу Сілезії Богемії. Він зробив це лише в 1339 р. під час іншої зустрічі у Вишеграді. Так закінчився важливий етап у відносинах двох слов'янських держав. Сілезія, володіти якою прагнули і поляки і чехи, стала землею богемської корони. У результаті цього придбання авторитет чеського королівства значно зріс, і небезпеку того, що принаймні деякі з сілезьких князів можуть стати прямими васалами імператора, було відвернено. Проте час показав, що передача Сілезії Богемії значно послабила слов'Іоаннський елемент у цьому регіоні. Німецька колонізація, яка почалася ще за польських князів Сілезії, значно зросла, особливо в Нижній Сілезії, де більшість міст була заснована німецькими бюргерами. Німецькі бюргери були також головними прибічниками Іоанна протягом його кампаній у Сілезії. Однак не можна сказати, що Іоанн сприяв понімеченню Сілезії у своїх власних інтересах. Попри те, що польське духовенство завжди чинило опір проникненню німецького елементу більше, ніж будь-якого іншого, навряд чи цей процес розвивався б повільніше, якби провінція залишилася у складі Польщі.